# Traveller's Tales
Traveller's Tales è un'azienda britannica produttrice di videogiochi, fondata nel 1989 e divenuta pienamente operativa nel 1990 e con sede a Knutsford, Cheshire. Ha venduto oltre 200 000 000 copie di videogiochi.
Traveller's Tales fa parte del gruppo TT Games dopo la fusione con lo sviluppatore Giant Interactive e l'editore TT Games Publishing. Anche se, nei suoi primi anni, la software house ha sviluppato diversi giochi basati su contenuti originali, a partire dal 1999 si è concentrata principalmente sullo sviluppo del tie-in basati su film, spettacoli televisivi e serie televisive (in particolare nel mondo LEGO). Il leader della società dal 1990 è Jon Burton.

## Storia
La Traveller's Tales inizia a sviluppare giochi con Psygnosis, i quali erano molto conosciuti per la creazione di effetti 3D. Il loro primo gioco è stato Leander, uscito nel 1991, noto anche come The Legend of Galahad. Con Psygnosis hanno anche prodotto un adattamento videoludico del film Dracula di Bram Stoker, così come altre produzioni originali come Puggsy.
Nella seconda metà degli anni '90 sviluppa diversi giochi basati sulle proprietà della Disney, come ad esempio il gioco Topolino e le sue avventure e altri giochi basati su film Pixar come Toy Story,  A Bug's Life, Toy Story 2 e Alla ricerca di Nemo (gli ultimi due grazie ad accordi con Activision e THQ).
Nel 2005 attraverso lo sviluppo di LEGO Star Wars: Il videogioco, la Traveller's Tales inizia la sua collaborazione con la LEGO per la produzione di videogiochi ambientati nel mondo a mattoncini LEGO basati su film come Star Wars, Indiana Jones, Batman, Harry Potter e altri ancora. Nello sviluppo dei vari titoli viene affiancata da importanti software house di videogiochi; in particolare dalla Warner Bros. Interactive Entertainment e dalla LucasArts.
La società è stata acquistata da Warner Bros. alla fine dell'8 novembre 2007, ma continuerà ad operare, con lo sviluppo di LEGO Batman: Il videogioco, uscito nel settembre 2008 e di molti altri videogiochi.
Nel 2010 la Warner Brothers e la LEGO System annunciano di comune accordo che lo sviluppatore TT Games continuarà a creare videogiochi LEGO almeno fino al 2016.
Il 7 luglio del 2013, TT ha annunciato che un gioco Lego intitolato The LEGO Movie Videogame era in produzione, impostato per essere pubblicato a febbraio 2014, contemporaneamente all'uscita nei cinema del film The LEGO Movie.
A partire dal 2009, i videogiochi di LEGO Star Wars avevano raggiunto la soglia di oltre 20 milioni di copie vendute, escludendo quelle di LEGO Star Wars III che non è stato annunciato fino al 2011.
Il 27 maggio 2014, TT Games e Warner Bros. Games annunciano ufficialmente che LEGO Batman 3 sarà commercializzato nell'autunno 2014.

## Titoli
| Nome                                                   | Anno | Editore |
| ------------------------------------------------------ | ---- | --- |
| Leander                                                | 1991 | Psygnosis |
| Bram Stoker's Dracula                                  | 1993 | Psygnosis/Sony Imagesoft                                                                                             |
| Puggsy                                                 | 1993 | Psygnosis |
| Topolino e le sue avventure                            | 1994 | Psygnosis/Sony Imagesoft                                                                                             |
| Toy Story                                              | 1995 | Psygnosis/Disney Interactive/Pixar                                                                                   |
| Sonic 3D: Flickies' Island                             | 1996 | SEGA |
| Sonic R                                                | 1997 | SEGA |
| Rascal                                                 | 1998 | Psygnosis/Takara |
| A Bug's Life                                           | 1998 | Disney Interactive/Pixar                                                                                             |
| Toy Story 2: Woody e Buzz alla riscossa!               | 1999 | Activision/Disney Interactive                                                                                        |
| Muppet RaceMania                                       | 2000 | Midway |
| Buzz Lightyear da Comando Stellare                     | 2000 | Activision/Disney Interactive/Pixar                                                                                  |
| Toy Story Racer                                        | 2001 | Activision/Disney Interactive/Pixar                                                                                  |
| The Weakest Link                                       | 2001 | Activision |
| Crash Bandicoot: L'ira di Cortex                       | 2001 | Universal Interactive/Konami                                                                                         |
| Haven: Call of the King                                | 2002 | Midway |
| Alla ricerca di Nemo                                   | 2003 | THQ/Disney Interactive/Pixar                                                                                         |
| Crash Twinsanity                                       | 2004 | Vivendi Universal Games                                                                                              |
| LEGO Star Wars: Il videogioco                          | 2005 | LucasArts |
| World Rally Championship                               | 2005 | SCEI |
| Le cronache di Narnia: Il leone, la strega e l'armadio | 2005 | Buena Vista Games |
| F1 Grand Prix                                          | 2005 | SCEI |
| Super Monkey Ball Adventure                            | 2006 | SEGA |
| LEGO Star Wars II: La trilogia classica                | 2006 | LucasArts |
| Bionicle Heroes                                        | 2006 | Eidos Interactive |
| Transformers: The Game                                 | 2007 | Activision |
| LEGO Star Wars: La saga completa                       | 2007 | LucasArts |
| LEGO Indiana Jones: Le avventure originali             | 2008 | LucasArts |
| LEGO Batman: Il videogioco                             | 2008 | Warner Bros./DC Comics                                                                                               |
| Le cronache di Narnia: Il principe Caspian             | 2008 | Disney Interactive Studios                                                                                           |
| Guinness World Record - Il videogioco                  | 2008 | Warner Bros. |
| LEGO Battles                                           | 2009 | Warner Bros. |
| LEGO Indiana Jones 2: L'avventura continua             | 2009 | LucasArts |
| LEGO Rock Band                                         | 2009 | Warner Bros./Electronic Arts                                                                                         |
| LEGO Harry Potter: Anni 1-4                            | 2010 | Warner Bros. |
| Il Signore degli Anelli: L'avventura di Aragorn        | 2010 | Warner Bros. |
| LEGO Star Wars III: The Clone Wars                     | 2011 | LucasArts |
| LEGO Pirati dei Caraibi: Il videogioco                 | 2011 | Disney Interactive Studios                                                                                           |
| LEGO Battles: Ninjago                                  | 2011 | Warner Bros. |
| LEGO Harry Potter: Anni 5-7                            | 2011 | Warner Bros. |
| LEGO Batman 2: DC Super Heroes                         | 2012 | Warner Bros./DC Comics                                                                                               |
| LEGO Il Signore degli Anelli                           | 2012 | Warner Bros. |
| LEGO City Undercover                                   | 2013 | Nintendo |
| LEGO City Undercover: The Chase Begins                 | 2013 | Nintendo |
| LEGO Legends of Chima: Speedorz                        | 2013 | Warner Bros. |
| LEGO Legends of Chima: Viaggio di Laval                | 2013 | Warner Bros. |
| LEGO Marvel Super Heroes                               | 2013 | Warner Bros./Marvel Studios                                                                                          |
| LEGO Friends                                           | 2013 | Warner Bros. |
| The LEGO Movie Videogame                               | 2014 | Warner Bros./DC Comics/New Line Cinema                                                                               |
| LEGO Star Wars: Microfighters                          | 2014 | Warner Bros./LucasArts                                                                                               |
| LEGO Lo Hobbit                                         | 2014 | Warner Bros./MGM Interactive                                                                                         |
| LEGO Ninjago: Nindroids                                | 2014 | Warner Bros. |
| LEGO Batman 3: Gotham e oltre                          | 2014 | Warner Bros./DC Comics                                                                                               |
| LEGO Ninjago: L'Ombra di Ronin                         | 2015 | Warner Bros. |
| LEGO Jurassic World                                    | 2015 | Warner Bros./Universal Studios                                                                                       |
| LEGO Dimensions                                        | 2015 | Warner Bros./DC Comics/New Line Cinema/Universal Studios/Paramount Pictures/Valve Corporation/Sony Pictures/BBC/SEGA |
| LEGO Marvel's Avengers                                 | 2016 | Warner Bros./Marvel Studios                                                                                          |
| LEGO Star Wars: Il risveglio della Forza               | 2016 | Warner Bros./Lucasfilm                                                                                               |
| LEGO Worlds                                            | 2017 | Warner Bros. |
| LEGO Marvel Super Heroes 2                             | 2017 | Warner Bros./Marvel Studios                                                                                          |
| LEGO Ninjago - Il film: Videogame                      | 2017 | Warner Bros. |
| LEGO Gli Incredibili                                   | 2018 | Warner Bros./Disney Interactive Studios                                                                              |
| LEGO DC Super-Villains                                 | 2018 | Warner Bros./DC Comics                                                                                               |
| The LEGO Movie 2 Videogame                             | 2019 | Warner Bros./DC Comics/New Line Cinema                                                                               |
| LEGO Star Wars: La saga degli Skywalker                | 2022 | Warner Bros./Lucasfilm                                                                                               |

## Curiosità
Il personaggio nel logo dell'azienda usato dal 1995 al 2004, creato da Rodney Matthews, inizialmente doveva essere il protagonista del gioco Haven: Call of the King (2002), ma fu scartato in favore di un nuovo design umano.